# Британское кладбище (Буэнос-Айрес)
Британское кладбище (исп. Cementerio Británico de Buenos Aires, англ. Buenos Aires British cemetery) — одно из крупнейших кладбищ Буэнос-Айреса. Расположено в районе Чакарита и непосредственно граничит с двумя другими кладбищами: кладбищем Чакарита и Немецким кладбищем. Британское кладбище изначально было основано английскими купцами, как место захоронения протестантов. Ныне на Британском кладбище покоятся не только граждане Великобритании, но и выходцы из разных других стран и представители самых разных верований. На Британском кладбище похоронены многие представители Русской Белой Эмиграции.

## История
Впервые инициатива устроения в Буэнос-Айресе протестантского кладбища была выдвинута на собрании английских купцов 15 декабря 1820 года. Это собрание постановило начать кампанию по сбору средств и приобретению земли для захоронения. В связи с нехваткою собственных средств к первоначальной инициативной группе (состоявшей из британцев) присоединились также американцы. немцы (в основном лютеране) и другие протестанты. 3 марта 1821 года на собранные пожертвования был приобретен участок земли, прилегающий к церкви Сокорро, а через несколько дней состоялось первое захоронение.
В 1833 году кладбище переехало на улицу Виктория.
13 ноября 1892 года кладбище вновь было вынуждено переехать по просьбе муниципалитета. Вместо прежнего кладбищенского участка на улице Виктория Британскому кладбищу был выделен и передан участок кладбища Чакарита.
В 1913 году из Британского кладбища выделилось и обособилось Немецкое кладбище.
Британское кладбище является частным и юридически представлено, как некоммерческое общество.

## Известные личности, покоящиеся на кладбище
- Василий Баумгартен (1879 — 1962), — русско-югославский архитектор.
- Епископ Иннокентий (Петров) (26 декабря 1902 / 8 января 1903 — 23 декабря 1987).
- Архиепископ Иоасаф (Скородумов) (14/26 января 1888 — 13/26 ноября 1955).
- Борис Крюков[укр.] (19 января 1895 — 6 марта 1967), — русско-украинский художник.
- Княгиня Александра Куракина, урожд. Нескет (16 января 1918 — 6 июля 1982).
- Княгиня Анастасия Львовна Куракина, урожд. Стефанович (20 июня 1909 — 25 февраля 1962).
- Князь Борис Куракин (21 марта 1908 — 27 октября 1974).
- Графиня Елизавета Николаевна Уварова, урожд. Хомякова (15 апреля 1877 — 23 ноября 1959).
- Митрофорный протоиерей Феодор Форманчук (22 апреля 1909 — 22 мая 1977), — настоятель Свято-Троицкого собора Буэнос-Айреса.
- Митрофорный протоиерей Владимир Шленёв (19 июля 1930 — 1 ноября 2021), — настоятель Воскресенского кафедрального собора Буэнос-Айреса и храма Сергия Радонежского в Вижа-Бажестер.